# Lurrie Bell
Lurrie Bell (nacido el 13 de diciembre de 1958 en Illinois, Chicago) es un guitarrista y cantante de blues norteamericano. Su padre fue el prestigioso armonicista de blues Carey Bell.

## Carrera
Bell empezó a tocar la guitarra a los 7 años de forma autodidacta y en su adolescencia fue mejorando su técnica tocando con leyendas de la escena del Chicago blues, como Eddy Clearwater, Big Walter Horton y Eddie Taylor. 
A mediados de los 70, se unió a la banda de Koko Taylor, Blues Machine, donde fue miembro activo durante cuatro años. A sus 19 años, en 1977, hizo su debut discográfico en dos registros, primero para su padre, en Heartaches and Pain, y también en King of the Jungle, de Eddie C. Campbell.

## Discografía

### Solista
- 1989 Everybody Wants To Win (JSP)
- 1995 Mercurial Son (Delmark)
- 1997 700 Blues (Delmark)
- 1997 Young Man's Blues (JSP)
- 1998 Kiss Of Sweet Blues (Delmark)
- 1998 The Blues Caravan Live At Pit Inn 1982 (P-Vine)
- 1999 Blues Had A Baby (Delmark)
- 2001 Cutting Heads (Vypyr)
- 2007 Let's Talk About Love (Aria B.G.)
- 2012 The Devil Ain’t Got No Music (Aria B.G.)
- 2013 Blues in my Soul (Delmark)

### Con Carey Bell
- 1977 Heartaches and Pain (Delmark)
- 1982 Going on Main Street (L+R)
- 1984 Son of a Gun (Rooster Blues)
- 1986 Straight Shoot (Blues South West)
- 1990 Dynasty (JSP)
- 1994 Harpmaster (JSP)
- 1995 Deep Down (Alligator)
- 1997 Father&Son The Blues Collection  (BLU GNC 072)
- 2004 Second Nature (Alligator) (grabado en 1991)
- 2007 Gettin' Up, Live at Buddy Guy's Legends, Rosa's and Lurrie's Home (Delmark)